# Orquesta Sinfónica de París
La Orquesta Sinfónica de París (en francés: Orchestre symphonique de Paris) fue una orquesta principalmente activa en París entre 1928 y 1939. La orquesta fue cofundada por Ernest Ansermet, Louis Fourestier y Alfred Cortot y dio su primer concierto el 19 de octubre de 1928 en el Teatro de los Campos Elíseos. 

## Historia
El apoyo financiero a la orquesta provino de patrocinadores adinerados como Gustave Lyon, director de Pleyel, dos hermanos banqueros Ménard y la princesa de Polignac.  Los miembros del consejo de administración fueron Robert Lyon (administrador general), Charles Kiesgen (secretario administrativo), André Schaeffner (secretario artístico), así como Henri Monnet y Jean Gehret. Las dificultades financieras obligaron a la orquesta a convertirse en asociación a mediados de 1931. 
El objetivo de la nueva orquesta era presentar obras menos conocidas de grandes compositores, así como música contemporánea y el repertorio central del concierto, interpretadas con un alto nivel.  Fue una orquesta de alto nivel, en parte debido a los numerosos ensayos previos a cada concierto.   De los ochenta músicos elegidos, entre una audición a la que se presentaron más de 600, la mayoría eran menores de 25 años. 
A partir de 1929, Cortot invitó a Pierre Monteux a colaborar estrechamente con la orquesta como director artístico y director principal. Monteux hizo su debut con ellos el 12 de abril de ese año, dirigiendo un importante festival de primavera, al final de la primera temporada la orquesta había dado 63 conciertos. Durante la temporada también se registró la primera grabación de la orquesta, La consagración de la primavera de Stravinsky, dirigida por Monteux, en la renovada Sala Pleyel. 
Las nuevas obras estrenadas por la orquesta incluyeron Rugby del compositor suizo Arthur Honegger en 1928, Capriccio para piano y orquesta de Stravinsky en 1929, ambos bajo la dirección de Ernest Ansermet, el Concert Champêtre de Poulenc (con Wanda Landowska ), la Sinfonía n.º 3 de Prokófiev bajo la dirección de Monteux; así como los estrenos en París de la Sinfonietta de Janáček y fragmentos de Wozzeck de Berg.
La orquesta realizó una gira por Bélgica y Holanda en 1930 y luego, a finales de 1931, por quince ciudades, entre ellas Hamburgo, Colonia, Berlín, Dresde y Viena. En 1932 actuaron en Bruselas y en 1933 en Ginebra.  Otras grabaciones con la orquesta incluyen La Valse de Ravel, la Sinfonía Fantástica de Berlioz, el Concierto para dos violines, BWV 1043 de Bach (con Yehudi Menuhin y George Enescu), la Fiesta Polonesa de Le roi malgré lui de Emmanuel Chabrier,  la Sinfonía Española de Édouard Lalo, bajo la dirección de Piero Coppola, obras de Philippe Gaubert dirigidas por el propio compositor, música soviética (Shostakovich, Alexander Mosolov, Yuliy Meitus) dirigida por Julius Ehrlich, así como obras de Bach interpretadas por Alfred Cortot.
La orquesta fue filmada tocando la obertura de El cazador furtivo de Weber bajo la dirección de Felix Weingartner en 1932.

## Directores
- Alfred Cortot - Ernest Ansermet - Louis Fourestier (1928–1929)
- Pierre Monteux (1929–1938)
- Jean Morel (1938)